# Louis DeJoy
Louis DeJoy (né le 20 juin 1957) est un homme d'affaires américain et un collecteur de fonds du Parti républicain. Il est nommé en mai 2020 par le Conseil des gouverneurs du service postal des États-Unis (USPS) pour devenir le 75e ministre des Postes des États-Unis et occuper le poste de président-directeur général (PDG).

## Jeunesse et éducation
Louis DeJoy né le 20 juin 1957 grandit à Brooklyn, New York,,. Il obtient un baccalauréat en administration des affaires en comptabilité à l’université Stetson Après avoir obtenu son diplôme universitaire, DeJoy devient expert-comptable.

## Carrière

### Affaires
Il est PDG de New Breed Logistics à High Point, en Caroline du Nord, de 1983 à 2014, et prend sa retraite après que son entreprise est acquise par le transporteur de fret du Connecticut, XPO Logistics, pour un montant de 615 millions de dollars. À la suite de cette acquisition, il occupe le poste de PDG de la chaîne d'approvisionnement de XPO en Amérique du Nord jusqu'à sa retraite en 2015, et est nommé à un poste stratégique au sein du conseil d'administration de XPO Logistics où il siège jusqu'en 2018.
Au moment de sa nomination en tant que ministre des Postes, Louis DeJoy est président de LDJ Global Strategies, un cabinet de conseil basé à Greensboro, en Caroline du Nord, avec des intérêts dans l'immobilier, le capital-investissement, le conseil et la gestion de projets. Depuis le 12 août 2020 il siège au conseil d'administration de l'université Elon.

### Parti républicain
Louis DeJoy est l'un des principaux donateurs et collecteurs de fonds pour Donald Trump,. En avril 2017, il est nommé au poste d'un des trois vice-présidents des finances du Comité national républicain, avec l'avocat de Donald Trump Michael Cohen et l'investisseur en capital-risque Elliott Broidy. En mai 2019, Louis DeJoy devient président des finances de la convention nationale républicaine prévue pour 2020 à Charlotte, en Caroline du Nord.

### Ministre des Postes
Le Conseil des gouverneurs de l'USPS annonce la nomination de Louis DeJoy au poste de ministre des Postes et de PDG le 6 mai 2020, malgré les préoccupations concernant des conflits d'intérêts,. Ce jour-là, le président l'Association nationale des facteurs, Frédéric Rolando, félicite DeJoy pour sa nomination, mais le met en garde contre la politisation de l'USPS: 
 «Garder la politique à l'écart du service postal et maintenir son indépendance est primordial dans son succès. . . "  
 La nomination de Louis DeJoy est controversée en raison de ses fortes connexions avec les Républicains,, ainsi qu'en raison de sa situation financière. Bien qu'il cède certains investissements avant de prendre ses fonctions (des parts dans UPS et Amazon), il ne cède pas sa participation de 30 à 75 millions de dollars dans XPO, un sous-traitant d'USPS. De plus, lors de la vente de ses parts dans Amazon, il achète des stock-options de la société qui représentent entre 20 et 100% de ses avoirs antérieurs,.
Il est le premier ministre des postes en deux décennies sans expérience préalable dans le service postal des États-Unis.
En prenant ses fonctions de ministre des Postes le 16 juin 2020, Louis DeJoy commence à prendre des mesures, telles que l'interdiction des heures supplémentaires et des déplacements supplémentaires pour livrer le courrier, dans l'optique de réduire les coûts. Ces mesures entraînent un ralentissement du service postal,,. Les démocrates du Congrès demandent que les mesures soient annulées. Plus de 600 machines de tri à grande vitesse du courrier doivent être démantelées et retirées des installations postales, soulevant des inquiétudes quant au fait que les bulletins de vote postés pour l'élection du 3 novembre pourraient ne pas parvenir aux bureaux électoraux à temps. Les boîtes de collecte du courrier sont retirées des rues de nombreuses villes; après que des photos de boîtes retirées soient diffusées sur les réseaux sociaux, un porte-parole du service postal déclarent qu'elles étaient déplacées vers des zones avec un trafic plus important mais que les enlèvements s'arrêteraient jusqu'après les élections.
Le 7 août 2020, Louis DeJoy annonce qu'il réaffecte ou déplace 23 hauts responsables de l'USPS, y compris les deux plus hauts dirigeants supervisant les opérations quotidiennes. Il déclare lors de la même occasion qu'il essayait d'insuffler une nouvelle vie à un «modèle d'entreprise dépassé». Le représentant Gerald E. Connolly (démocrate), qui préside le comité de la Chambre qui supervise le bureau de poste, déclare que la réorganisation est un "sabotage délibéré".
Dans une lettre adressée aux postiers le 13 août 2020, Louis DeJoy confirme les rapports faisant état de retards dans la livraison du courrier et les qualifient de «conséquences involontaires» des changements qui amélioreraient éventuellement le service. Alors que DeJoy prend des mesures qui, selon les postiers et les responsables syndicaux, ralentissent la livraison du courrier, le président Donald Trump déclare à un intervieweur à la télévision qu'il bloquait les fonds pour le service postal afin d'entraver le vote par correspondance.
Après les protestations du Congrès, l'inspecteur général de l'USPS commence un examen portant sur les changements de politique de Louis DeJoy et sur les questions de conformité aux règles d'éthique fédérales. Le 18 août 2020, Louis DeJoy annonce que l'USPS suspendrait la réduction des coûts et d'autres changements opérationnels jusqu'à la fin des élections de 2020, mais que les changements déjà apportés ne seraient pas nécessairement annulés.

## Vie privée
Louis DeJoy est marié à Aldona Wos, médecin polono-américaine et ancienne ambassadrice des États-Unis en Estonie sous l'administration George W. Bush. Depuis 2017, Aldona Wos est vice-présidente de la Commission du président sur les bourses de la Maison-Blanche. Le couple a deux enfants et réside dans le quartier historique d'Irving Park à Greensboro, en Caroline du Nord.

## Voir également
- Service postal des Etats-Unis
- Vote par correspondance aux États-Unis
- Logistique